# Puchar Australii i Oceanii w narciarstwie alpejskim mężczyzn 2014
Puchar Australii i Oceanii w narciarstwie alpejskim mężczyzn w sezonie 2014 będzie kolejną edycją tego cyklu. Pierwsze zawody odbędą się 25 sierpnia 2014 roku w australijskim Mount Hotham, a ostatnie zostaną rozegrane 19 września 2014 roku w nowozelandzkim Mount Hutt.

## Podium zawodów

### Indywidualnie
| Lp  | Data             | Miejscowość  | Dyscyplina      | 1. Miejsce      | 2. Miejsce        | 3. Miejsce             |                 |
| --- | ---------------- | ------------ | --------------- | --------------- | ----------------- | ---------------------- | --------------- |
| 1.  | 25 sierpnia 2014 | Mount Hotham | Gigant          | Adam Zampa      | Hig Roberts       | Luc Henri Chevalier    |                 |
| 2.  | 26 sierpnia 2014 | Mount Hotham | Gigant          | Adam Zampa      | Mattias Roenngren | Ross Peraudo           |                 |
| 3.  | 27 sierpnia 2014 | Mount Hotham | Slalom          | Adam Zampa      | Nolan Kasper      | Matthias Tippelreither |                 |
| 4.  | 28 sierpnia 2014 | Mount Hotham | Slalom          | Adam Zampa      | Hig Roberts       | Nolan Kasper           |                 |
| 5.  | 3 września 2014  | Coronet Peak | Gigant          | Adam Zampa      | Daniele Sorio     | Marco Tumler           |                 |
| 6.  | 4 września 2014  | Coronet Peak | Gigant          | Adam Zampa      | Daniele Sorio     | Mattias Roenngren      |                 |
| 7.  | 5 września 2014  | Coronet Peak | Slalom          | Espen Lysdahl   | Robby Kelley      | Nolan Kasper           |                 |
| 8.  | 6 września 2014  | Coronet Peak | Slalom          | Hig Roberts     | Robby Kelley      | Tim Kelley             |                 |
| 9.  | 15 września 2014 | Mount Hutt   | Zjazd           | Zawody odwołane | Zawody odwołane   | Zawody odwołane        | Zawody odwołane |
| 10. | 16 września 2014 | Mount Hutt   | Zjazd           | Zawody odwołane | Zawody odwołane   | Zawody odwołane        | Zawody odwołane |
| 11. | 17 września 2014 | Mount Hutt   | Supergigant     | Zawody odwołane | Zawody odwołane   | Zawody odwołane        | Zawody odwołane |
| 12. | 18 września 2014 | Mount Hutt   | Superkombinacja | Zawody odwołane | Zawody odwołane   | Zawody odwołane        | Zawody odwołane |

## Klasyfikacja generalna (po 8 z 8 konkurencji)
| Lp. | Zawodnik          | Punkty |
| --- | ----------------- | ------ |
| 1.  | Adam Zampa        | 600    |
| 2.  | Hig Roberts       | 413    |
| 3.  | Nolan Kasper      | 303    |
| 4.  | Mattias Roenngren | 282    |
| 5.  | Daniele Sorio     | 279    |
| 6.  | Michael Ankeny    | 238    |
| 6.  | Robby Kelley      | 238    |
| 8.  | Andreas Zampa     | 231    |
| 9.  | Adam Barwood      | 230    |
| 10. | Espen Lysdahl     | 195    |

### Slalom (po 4 z 4 konkurencji)
| Miejsce | Zawodnik               | Punkty |
| ------- | ---------------------- | ------ |
| 1.      | Hig Roberts            | 280    |
| 2.      | Robby Kelley           | 228    |
| 3.      | Adam Zampa             | 200    |
| 3.      | Nolan Kasper           | 200    |
| 5.      | Matthias Tippelreither | 185    |
| 6.      | Espen Lysdahl          | 150    |
| 7.      | Andreas Zampa          | 137    |
| 8.      | Adam Barwood           | 117    |
| 9.      | Michał Jasiczek        | 107    |
| 10.     | Marc Digruber          | 106    |

### Gigant (po 4 z 4 konkurencji)
| Miejsce | Zawodnik            | Punkty |
| ------- | ------------------- | ------ |
| 1.      | Adam Zampa          | 400    |
| 2.      | Mattias Roenngren   | 250    |
| 2.      | Daniele Sorio       | 250    |
| 4.      | Michael Ankeny      | 143    |
| 5.      | Hig Roberts         | 133    |
| 6.      | Luc Henri Chevalier | 132    |
| 7.      | Adam Barwood        | 113    |
| 8.      | Nolan Kasper        | 103    |
| 9.      | Marco Tumler        | 100    |
| 10.     | Andreas Zampa       | 94     |
| 10.     | Michele Gualazzi    | 94     |